# Johannes Dieburger

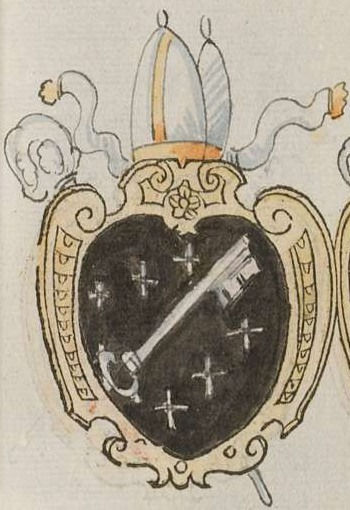
Wappen des Bistums Worms

Johannes Dieburger (auch Johannes Dieppinger, Dieburg, Diepurger oder Dieperger) (* um 1430; † nach 1502) war Zisterzienser und ab 1492 Weihbischof des Bistums Worms sowie Titularbischof von Aprus.

## Leben und Wirken
Er war Zisterzienser und Professmönch im Kloster Otterberg, wo er als „Transitus“ (Übergetretener) zu den Benediktinern verzeichnet ist.
Am 12. September 1492 wurde Johannes Dieburger Weihbischof im Bistum Worms und Titularbischof von Aprus. Er scheint dem Humanisten und Wormser Bischof Johann XX. von Dalberg nahegestanden zu haben, da er unter ihm zum Weihbischof avancierte. Es handelt sich bei ihm wohl um den bei Franz Xaver Remling benannten, letzten Zisterzienserprior des Klosters Ramsen, der 1490 amtierte, als Bischof Johann von Dalberg diesen Konvent unter Protest der Zisterzienser auflöste und dem bischöflichen Tafelgut einverleibte. Evtl. hing die Einsetzung zum Weihbischof mit diesen Vorgängen zusammen, denn es ist überliefert, dass der Prior mit dem bischöflichen Beauftragten kooperierte, was sicher nicht den Weisungen seines Ordens entsprach.
Johannes Dieburger war auch Generalvikar in geistlichen Angelegenheiten und weihte 1496, laut Johann Friedrich Schannat, mehrere (nicht näher genannte) Kapellen. 1500 erwarb er, mit Zustimmung des zuständigen Speyerer Bischofs Ludwig von Helmstatt, das von den Cölestinern verlassene Kloster Schönfeld bei Bad Dürkheim, zu dem ein landwirtschaftliches Gut und eine Salzquelle gehörten. Der Schutzvogt, Graf Emich IX. von Leiningen forderte ihn 1502 auf „das Kloster in geistlichen und weltlichen Dingen zu handhaben, in keine fremden Hände kommen zu lassen und seinen Gottesdienst durch einen oder mehrere allda zu bestellende Leutpriester oder Ordensmänner zu besorgen.“
Das ist gleichzeitig seine letzte urkundliche Erwähnung. Sterbedatum und Sterbeort des Weihbischofs sind nicht überliefert.